# Caramelo e' Chocolate
Caramelo e' Chocolate es una telenovela venezolana, realizada por TVES en 2008, original de Carlos Pérez, fue producida por Delfina Catalá y la presidenta del canal Lil Rodríguez; fue protagonizada por Giancarlo Pasqualotto y Brenda Hanst.

## Sinopsis
Juan Simón, un joven adinerado encantado de la belleza de la modelo Carlota una mujer engreída de la alta sociedad, se relaciona con esta principalmente por intereses económicos, sin embargo, al conocer a Micaela entra en confusión, planeando estar relacionado con ambas mujeres. Micaela, una joven humilde que al conocer a Juan Simón, termina perdidamente atraída por éste, ella alisándose el pelo planeaba enamorar a Juan Simón, pero termina maltratándolo y dejándolo esponjado.
Ambos por andares del destino terminan enamorándose, a pesar de las constantes burlas y humillaciones racistas y clasistas de la familia de Juan Simón hacia Micaela, pretendiendo que éste se comprometa con Carlota por interés económico.

## Elenco
- Giancarlo Pasqualotto - Juan Simón D´Amici "Moncho"[4]
- Brenda Hanst - Micaela Morao
- Carolina Muizzi - Carlota Hopkins
- Pedro Lander - Asdrúbal Monge
- Gisvel Ascanio - Fernanda D´Amici
- César Bencid - Sebastián D´Amici
- Luis Malave - Profesor Mendrulo
- Carmen Francia - Florencia Marao
- José Ángel Ávila - Evelio D´Amici
- Malena Alvarado - Bruselas
- Ana María Pagliacci - Luisa D´Amici
- Juan Carlos Lares - Enzo D´Amici
- Absalón de los Ríos  - Ulises
- Helen Buyon - Nella D´Amici
- Jorge Segura - Denver Morao
- Pablo Báez - Dominguín
- Valentina de Abreu - Luisanita
- Mirtha Borges - Daría
- Gabriela Rodríguez - Dra. Julia Garzón
- Cristina Ovin - Dra. daniela
- Yadeisy Sánchez - La Ñeque
- Danayzet Faure - Carola